# Juan Cruz Álvarez
 (avril 2016).
Juan Cruz Álvarez est un pilote automobile argentin né le 20 novembre 1985.

## Carrière
- 2001 : Formule Renault Argentine
- 2002 : Formule Renault Argentine
- 2003 : World Series by Nissan
- 2004 : World Series by Nissan
- 2005 : GP2 Series, 18e

## Résultats enGP2 Series
| Saison | Écurie        | Courses disputées | Pole positions | Victoires | Points inscrits | Classement |
| 2005   | Campos Racing | 23                | 0              | 0         | 4.5             | 18e        |